# New Carlisle, Kanada
New Carlisle, mi'kmaq Antaguejuigtug, är en kommun i provinsen Québec i Kanada. Den ligger i regionen Gaspésie–Îles-de-la-Madeleine, i den östra delen av landet, 800 km öster om huvudstaden Ottawa. Antalet invånare var 1 336 vid folkräkningen 2021.
Kommunen är officiellt tvåspråkig (franska och engelska), med 60 % engelsktalande och 43 % fransktalande (modersmålstalare) vid folkräkningen 2021.